# Villa Marignoli
Villa Marignoli è un edificio storico di Roma, situato all'angolo tra via Po (civici 2-4) e Corso d'Italia (civico 35), nel Quartiere III Pinciano.
Oggi sotto la tutela della Soprintendenza ai Monumenti di Roma e del Lazio, l'edificio, propriamente un villino, è considerato, insieme a Villa Pacelli, uno degli edifici che meglio rappresentano gli influssi dell'Art Nouveau in Giulio Magni, il noto architetto che progettò l'opera nel 1907.
All'origine residenza nobiliare della famiglia Marignoli, oggi l'edificio ospita una residenza turistico-alberghiera.

## Architettura
Caratterizzata da un linguaggio artistico chiaramente ispirato all'edilizia nordica medioevale, la Villa, nei pressi di Piazza Fiume a Roma, fu progettata dall'architetto Giulio Magni, una delle figure artistiche più interessanti dell'inizio del '900.
Nato a Velletri il 1º novembre 1859 e pronipote di Giuseppe Valadier, Magni «…fu tra i primi a mettere in discussione le convenzioni del linguaggio corrente, acquisito negli anni tra la fine del potere temporale e la crisi edilizia, tra i primi a dimostrare la precarietà di un isolamento meditativo ma inutile». Magni fu artefice di grandi opere architettoniche dell'epoca: il Palazzo Marina (1911), le case popolari a Testaccio (1903 – 1914), il palazzo della Pace all'Aja, e altri villini come Almajà (1910) e Villa Pacelli in Via Aurelia. La Villa Marignoli risale al 1907.
Come commenta Giuseppe Strappa: «nella villa Marignoli in Via Po, all'angolo con corso d'Italia, del 1907…sono evidenti non solo gli echi del costruttivismo storicista di stampo mitteleuropeo sperimentato attraverso le declinazioni rumene, ma anche il lascito dimenticato delle opere romane di Edmund Street.»

## Storia
La villa era una residenza nobiliare all'origine e poi utilizzata come dormitorio dalle suore che prestavano servizio nella clinica oculistica nell'edificio di fronte.
Il palazzo venne ristrutturato nello stato attuale durante la seconda metà degli anni 1970. La ristrutturazione fu un processo lungo e complesso. Gli edifici si presentavano diroccati e pericolanti. Quello principale era per la maggior parte privo del tetto, demolito nella parte dello spigolo prospiciente il giardino, aveva quasi tutti i solai e le scale sfondati e pericolanti; l'edificio più piccolo, anche se in condizioni meno precarie, aveva il tetto pericolante ed i solai sfondati.
Il complesso originale era composto da un edificio principale (ora palazzina "A") destinato ad abitazione, e da un edificio secondario destinato ai servizi (palazzina "B"), collegati da un giardino. Il tema progettuale consisteva nel restauro degli edifici esistenti e nella realizzazione, al di sotto degli stessi e del giardino, di un piano servizi e negozi a quota – 2,50/3,50 m e di un piano garage a quota – 6,70 m, in modo che fossero disponibili le attrezzature idonee a rendere il complesso efficiente per gli anni '70. Oltre a garantire la stabilità statica delle strutture, la ristrutturazione è riuscita sia a ricostruire le parti demolite, in modo tale che l'edificio tornasse, per la parte in elevato, a mostrarsi come era all'atto della costruzione, sia a renderlo fruibile come richiesto nel 1975.

## Curiosità
Federico Fellini, Peter Notarianni, Maurizio Costanzo e Dario Argento hanno frequentato la Villa Marignoli. Nella struttura sono state girate alcune scene di Medicina generale e Incantesimo.

## Attività
Divenuta residenza turistico alberghiera, affinché non andasse perduta la vocazione artistica che contraddistingue il villino fin dall'epoca della sua edificazione, gli ampi spazi comuni ospitano periodicamente mostre pittoriche e vernissage.